# برقوق (جنس)

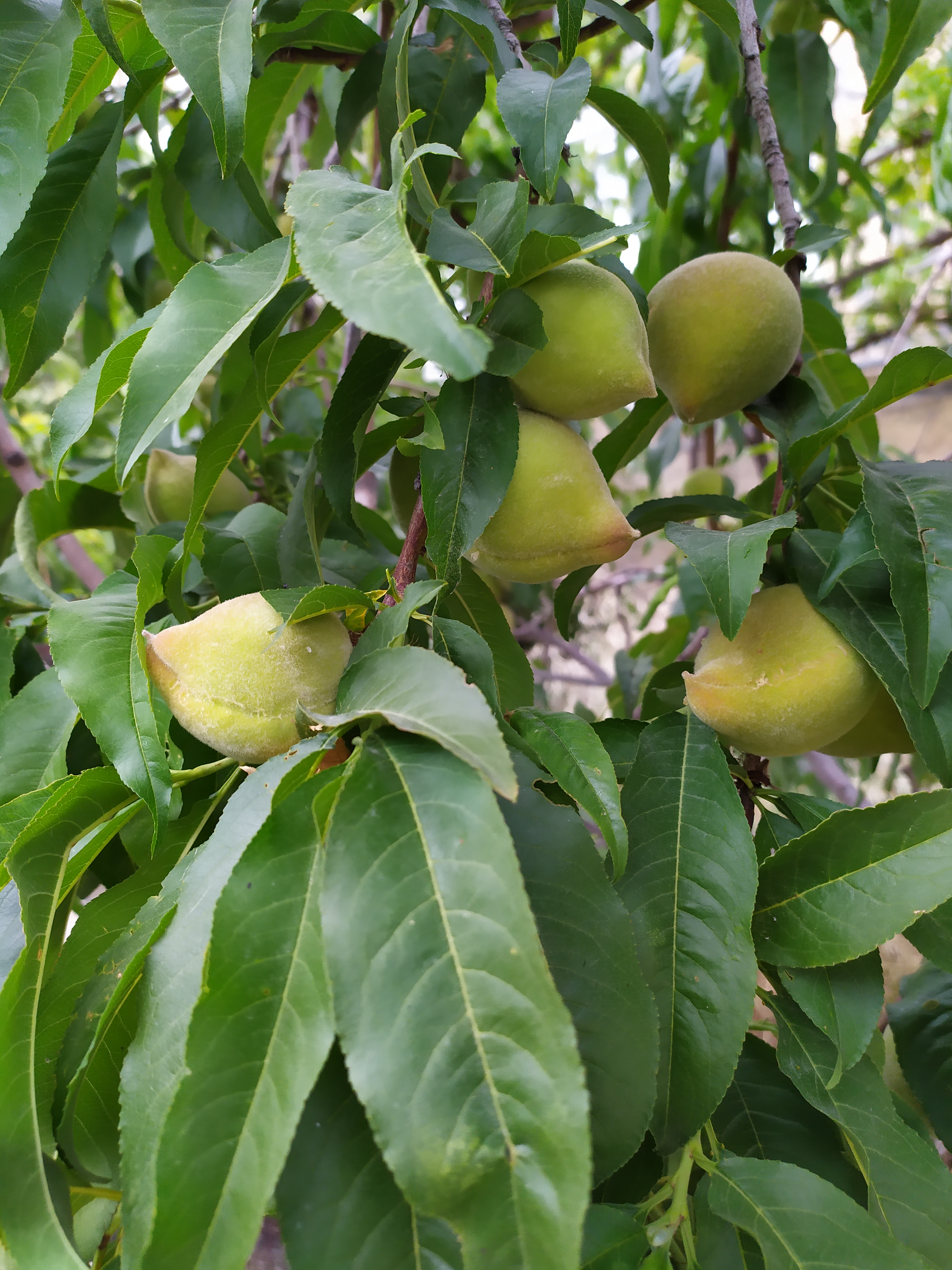
ثمار أشجار الخوخ

الخوخ أو البُرقوق (باللاتينية: Prunus) جنس نباتي يتبع الفصيلة الوردية، ويشمل أنواعاً شجرية مهمة مثل البرقوق والمشمش والكرز والدراق واللوز، إضافة إلى أنواعٍ برية كثيرة.

## أنواعه الاقتصادية الرئيسية
- الدراق (باللاتينية: Prunus persica)
- البرقوق (باللاتينية: Prunus domestica)
- الكرز الحامض (باللاتينية: Prunus cerasus)
- الكرز الحلو (باللاتينية: Prunus avium)
- اللوز (باللاتينية: Prunus dulcis)
- المحلب (باللاتينية: Prunus mahaleb L.)
- المشمش (باللاتينية: Prunus armeniaca)

## من أنواعه البرية
تسمى معظم الأنواع التالية خوخ بري أو برقوق بري أو لوز بري.
- البرقوق الإيطالي (باللاتينية: Prunus cocomilia)
- برقوق بواسييه (باللاتينية: Prunus boissieri)
- برقوق السياج (باللاتينية: Prunus spinosa)
- الكرز صغير الثمار (باللاتينية: Prunus microcarpa)
- اللوز العربي (باللاتينية: Prunus arabica)
- اللوز الفضي (باللاتينية: Prunus argentea)
- البرقوق الكرزي (باللاتينية: Prunus cerasifera)
- برقوق كورشنسكي (باللاتينية: Prunus korshinskyi L.)
- الكرز مسلح البتلات (باللاتينية: Prunus brachypetala)
- الكرز المفترش (باللاتينية: Prunus prostrata)
- البرقوق الملون (باللاتينية: Prunus discolor)
- كرز الغار (باللاتينية: Prunus laurocerasus)

## الوصف النباتي
أشجار جنس الخوخ صغيرة إلى متوسطة الارتفاع. يصل عمر الشجرة عادة إلى 20-30 سنة.
الثمرة حسلة تتكون من كربلة واحدة حيث يكون الإكسو كارب فيها قشرة الثمرة الرقيقة والسوذق هو الجزء الذي يؤكل والإندو كارب (غلاف الثمرة الداخلي) وهو النواة المتخشبة التي تحيط بالجنين وتحتوي الثمار على مكونات غذائية هامة مثل الكربوهيدرات والأحماض العضوية والفيتامينات مثل فيتامين أ وب وج.

## الأمراض والمشاكل
من أهم أمراض اللوزيات حشرة حفار الساق الذي يقضي على الشجرة.